# الأخبار الأيرلندية (جريدة)
الأخبار الأيرلندية (بالإنجليزية: The Irish News)‏ هي صحيفة يومية مقرها في بلفاست، أيرلندا الشمالية تركز في المقام الأول على أولسترضمن محتواها، على الرغم من أنها متوفرة في جميع أنحاء أيرلندا.

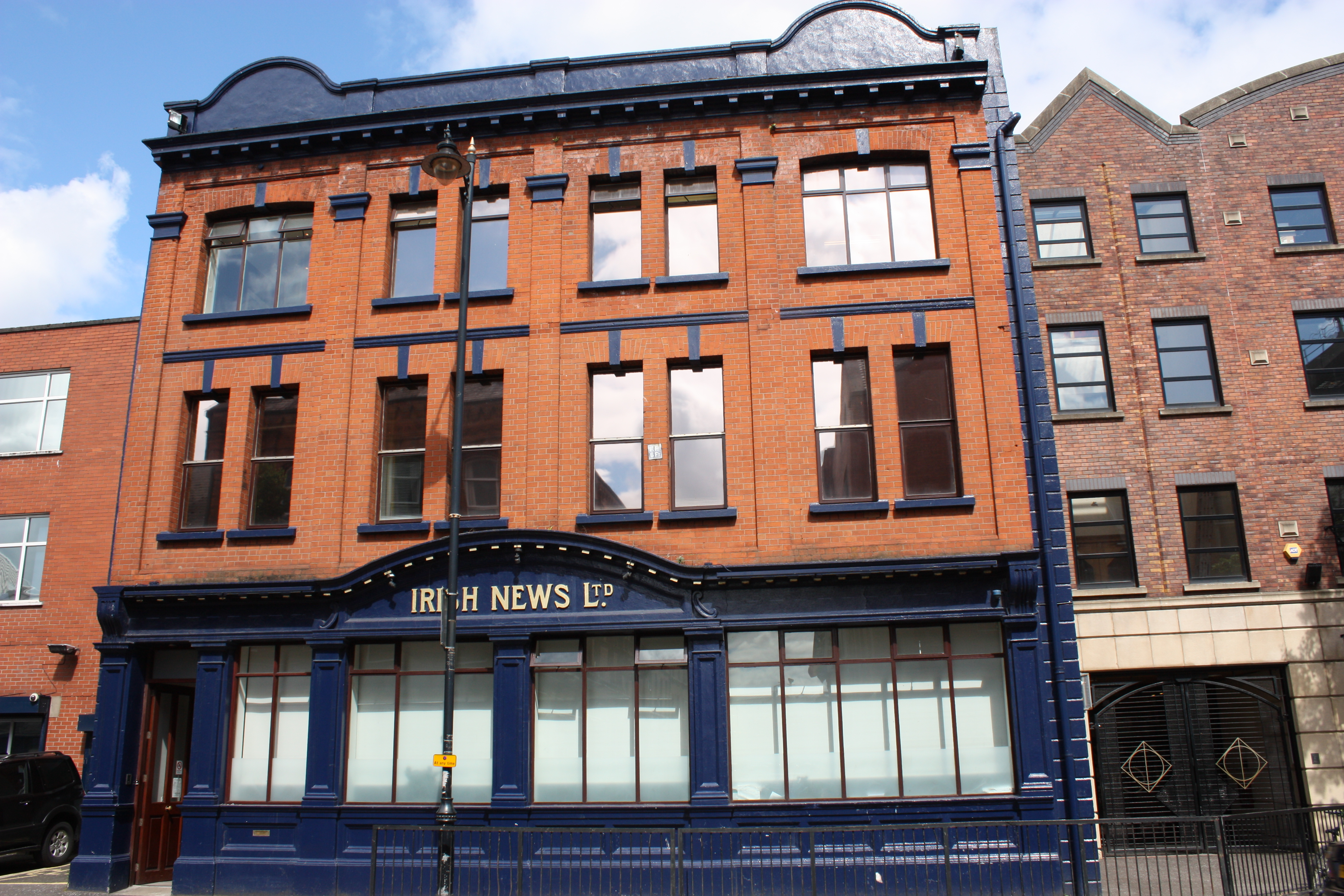
مبنى الجريدة

## وصلات خارجية
- الموقع الرسمي للجريدة